# Hans-Carsten Gauger
Hans-Carsten Gauger (* 23. März 1970 in Gießen) ist ein deutscher Taekwondoin, aktiver Wettkämpfer und Vize-Europameister 2023 in der Disziplin der traditionellen Pumsae.

## Sportlicher Werdegang
Hans-Carsten Gauger begann im Alter von 18 Jahren mit dem Taekwondo-Training in der „Internationalen Sportschule“ in Wiesbaden und trainierte vier Jahre bei Michael Brenner (* 1950). Er bestritt erste Turniere auf Landesebene im Jahr 1989, zu dieser Zeit noch nicht mit nennenswertem Erfolg. Nach einer beruflich bedingten Pause fing er 2002 beim Turnverein Heppenheim wieder mit dem Training an.
Im Alter von 45 Jahren kehrte er in die Wettkampfszene zurück und erzielte fortan Erfolge auf nationaler und internationaler Ebene in der Formenlauf-Disziplin Pumsae. 2015 nahm er in Wiesbaden erstmals an einer Deutschen Meisterschaft teil und erreichte dort die Bronzemedaille.
Bei den 2023 in Innsbruck durchgeführten Pumsae-Europameisterschaften gewann Gauger eine Silbermedaille im Einzelwettkampf der Herren bis 60 Jahre und wurde somit Vize-Europameister.
Gauger ist Inhaber der Trainer C-Lizenz. 2013 gründete er gemeinsam mit sechs weiteren Gründungsmitgliedern den „Taekwondo-Verein Bergstraße Bensheim e.V.“. Zu Gaugers Schülern gehören unter anderem die Sportler Pia Hoffmann und Jonas Malik. 2021 übernahm er die Leitung der Geschäftsstelle der Hessischen Taekwondo Union.

## Veröffentlichungen
- Gaugers Buch Der Weg des Taekwondoin – Teil 1 – Die ersten Schritte beinhaltet alles, was ein Taekwondoin für die Prüfungen zum 9., 8. und 7. Kup benötige (Weißgelb-Gurt, Gelbgurt und Gelbgrün-Gurt). Dieses Buch wurde von Carsten Gauger 2021 geschrieben und selbst verlegt.
- In seinem zweiten selbst verlegten Buch Der Weg des Taekwondoin – Teil 2 – Die Reise geht weiter werden die benötigten Prüfungsinhalte zum Erreichen der Prüfungen zum 6. bis 4. Kup (Grün-, Grünblau- und Blaugurt) behandelt. Zwei seiner Schüler führen als Protagonisten mit dem Autor durch beide Bücher.[10]

## Ehrungen
- 2023: Ehrennadel in Gold – Hessische Taekwondo Union
- 2024: Sportlerehrung der Stadt Bensheim, Leistungssport-Ehrennadel in Gold der Deutschen Taekwondo Union.